# Góra (Rudno)
Góra – część wsi Rudno w Polsce położona w województwie lubelskim, w powiecie chełmskim, w gminie Żmudź.
W latach 1975–1998 Góra należała administracyjnie do województwa chełmskiego.